# Assassinato de Rhuan Maycon da Silva Castro
O assassinato de Rhuan Maycon da Silva Castro, de nove anos de idade, ocorreu quando ele foi esfaqueado e decapitado pela mãe, Rosana Auri da Silva, e sua companheira, Kacyla Pryscyla Santiago, na região administrativa de Samambaia, no Distrito Federal, na madrugada do dia 31 de maio de 2019.
O caso gerou repercussão no Brasil e no exterior, sobretudo diante da gravidade do crime e das circunstâncias cruéis que envolveram o assassinato, que incluíram mutilações do pênis de Rhuan. Ele levou uma facada enquanto dormia, que foi acompanhada de outras 11 e foi então decapitado ainda com vida; a pele de seu rosto foi removida pela mãe, que pretendia fritá-la, e outras partes do corpo do garoto passaram por tentativa de cozimento numa churrasqueira. As declarações dadas pelas responsáveis à mídia também causaram repercussão pela frieza na descrição dos fatos.
As mulheres envolvidas no assassinato da criança foram presas no Complexo Penitenciário da Papuda em celas isoladas. O delegado Guilherme Melo emitiu um inquérito solicitando condenação por homicídio qualificado, tortura, ocultação de cadáver, fraude processual e lesão corporal gravíssima para as responsáveis pelo assassinato. Elas foram denunciadas pelos cinco crimes, podendo levar pena que soma até 57 anos de prisão. Ambas aguardam julgamento.
O menino Rhuan foi velado no dia 12 de junho de 2019, no Cemitério da Morada da Paz, em Rio Branco. O corpo de Rhuan foi transportado por um avião comercial, o que foi custeado pelo governo e pela defensoria pública do estado do Acre.

## Antecedentes
Rhuan Maycon da Silva Castro, de nove anos, nasceu em Rio Branco, no Acre e era filho de Rosana Auri da Silva (de 27 anos) e Maycon Lima, ele fora diagnosticado com um leve grau de autismo.O casal se separou e a mãe, Rosana, fugiu do estado com Kacyla Pryscila (de 28 anos), com a qual mantinha um relacionamento homoafetivo, enquanto ainda corria decisão sobre a guarda de Rhuan. O pai recorreu judicialmente e acabou ficando com a guarda do filho.
As mulheres moraram com Rhuan e uma filha de Kacyla em diversas cidades de Sergipe e Goiás, até chegarem em Samambaia, DF, apenas dois meses antes do crime. Rosana confessou ter decepado o pênis de Rhuan em algum momento de 2017, alegando que o mesmo "queria ser uma garota"; o ato fora feito em procedimento caseiro, de forma rudimentar e sem anestesia. A fim de encobrir o ocorrido, a ida do garoto ao sistema de saúde foi interrompida por pelo menos um ano. A mutilação foi confirmada por laudo da PCDF e pelo Conselho Tutelar, este também relatando que o garoto fora obrigado a manter relações sexuais com a filha de Kacyla, além de sugerir que ambas as crianças viviam em cárcere privado e sem cuidados básicos, como alimentação. O avô da criança, Francisco de Chagas Castro, declarou ter procurado a criança, que fora sequestrada, por diversas cidades da região norte, ele também entrou com um processo por guarda judicial juntamente com o pai de Rhuan, mas a mãe fugiu com o garoto durante o processo.

## Assassinato

Rosana Auri da Silva Cândido e Kacyla Pryscila Santiago Damasceno Pessoa.

Um inquérito da Polícia Civil do Distrito Federal revelou que Rhuan recebeu doze facadas de Rosana, a primeira feita enquanto o garoto ainda dormia e as restantes com ele na posição de joelhos, ao lado da cama; exames periciais também concluíram que a cabeça da criança foi arrancada ainda com os sinais vitais presentes. Enquanto isso, a parceira da mãe, Kacyla, preparava uma churrasqueira para "amaciar" partes do corpo de Rhuan. O corpo foi então movido pelas assassinas, tendo a perícia encontrado marcas de incineração post mortem, que confirmaram a versão fornecida pelas mulheres. O médico-legista Christopher Martins concluiu, por meio dos exames cadavéricos realizados, que a mãe chegou a arrancar toda a pele do rosto da criança para que ela não fosse identificada; posteriormente, constatou-se que a mãe tentou fritar a pele. “A autora ainda tentou retirar, com a faca, os glóbulos oculares de Rhuan.”
Christopher também relata outros detalhes de lesões anteriores à morte:
“Um marco anterior à morte, confirmado por meio do estudo de cicatrizes e de sequelas, foi a emasculação (remoção do pênis) e a castração (remoção dos testículos). Ambas foram feitas de forma artesanal e resultou em sérias consequências para o indivíduo (Rhuan) ainda em vida. Com a amputação do pênis, a uretra se retraiu e se formou uma fístula da uretra até a derme (pele) era por esse caminho muito estreito que o menino conseguia urinar durante este tempo. Ele só urinava sob alta pressão e isso retira a qualidade de vida, além de fazer do caso algo cruel e doloroso”
A investigação ainda foi capaz de montar a dinâmica do crime praticado pelas mulheres, onde elas teriam desistido de queimar ou cozinhar as partes do corpo da criança, voltando-se a distribuir as partes restantes em duas mochilas infantis, uma qual foi jogada dentro do esgoto através de um bueiro, na quadra 425 de Samambaia. Os cômodos da casa foram lavados pelas assassinas após o crime, o que configura fraude processual no código penal brasileiro.

## Motivação
Em depoimento dado à polícia, a mãe disse que matou Rhuan porque o filho seria um "empecilho para o seu relacionamento", já que ele a lembrava de seu antigo vínculo com o ex-marido; ela ainda se referiu ao ato como "necessário" e reforçou seu ódio e "nenhum amor" pela criança.
O investigador e agente da polícia civil Carlos André considerou que o caso conservava motivações vindouras de um fanatismo religioso exacerbado, assim como um profundo ódio pela criança, pois representava o passado afetivo da mãe e era considerada um “peso” na vida homoafetiva das envolvidas. A demonstração de ódio da figura masculina como motivação também foi levantada pela Polícia Civil, que levou em consideração os maus tratos sofridos pelo garoto. Durante a investigação do caso, as duas mulheres disseram ainda receber "revelações divinas", que influenciavam a rotina das crianças.
Eduardo Fraga, professor de psicologia da Universidade Presbiteriana Mackenzie também sustenta as ideias de motivação para o crime baseadas na misandria, argumentando que as mulheres também demonstraram delírio; "Num pensamento delirante, arrancar o órgão masculino seria uma forma de evitar que o garoto se tornasse um homem. Assim, elas supostamente poderiam salvá-lo, ou proteger a si mesmas”, avaliou.
Já para a psiquiatra forense e especialista em psicopatia Hilda Morana avaliou que o crime não parecia ter relação com o relacionamento homo-afetivo das assassinas; "Pela frieza do ato, a mãe só pode ser psicopata. Aliás, provavelmente ambas são psicopatas.", concluiu.

## Repercussão

### Nacional e internacional
O crime foi amplamente discutido nas redes sociais e alcançou grande repercussão nacional. Na imprensa nacional, vários dos principais veículos de comunicação do país deram cobertura ao caso, como a  Jornal de Brasília, Folha de S.Paulo, G1, UOL, Correio Braziliense, Zero Hora, IstoÉ, R7,, Época, Extra, Estado de Minas, entre outros. O Correio Braziliense foi um dos primeiros a apresentar cobertura do caso. No blog assinado pelas jornalistas Ana Maria Campos, Helena Mader, Ana Viriato e Alexandre de Paula, o crime foi classificado como "o roteiro de um filme de terror" e a leitura do texto indicada a quem "tiver estômago", concluindo com "A história do pobre Rhuan é um escândalo." O jornal chamou atenção para a vida de maus tratos e torturas passadas pelo garoto, inferindo que o caso não deveria ser esquecido e nem tratado como mais um inquérito policial. O Jornal de Brasília foi o veículo que mais se aprofundou na investigação do caso chegando a enviar uma equipe a Rio Branco, no Acre. A editora do veículo, Vanessa Lippelt, juntamente com o repórter Olavo David Neto, conseguiu, com exclusividade, vídeos do momento em que as assassinas foram presas no local do crime e no qual a mãe, Rosana, detalhou como assassinou o próprio filho. A equipe do Jornal de Brasília também foi a única a ter acesso a todo o inquérito policial do caso.
O presidente Jair Bolsonaro comentou o caso no Twitter, lamentando a crueldade do crime "[...] nos faz pensar que infelizmente nossa constituição não permite a prisão perpétua". Após um evento no Palácio do Planalto, Bolsonaro voltou ao assunto, defendendo leis mais rígidas como aquelas medidas que, segundo ele, inibem esse tipo de ato e estão incluídas no "Pacote Anticrimes" do ministro Sergio Moro.
Damares Alves, titular do Ministério da Mulher, da Família e dos Direitos Humanos, foi até a região de Samambaia, no Distrito Federal, em atividade fora da agenda oficial. Ela declarou que fortaleceria as diretrizes dos conselhos tutelares para evitar mais violência contra crianças e adolescentes. Ela se declarou chocada com o ocorrido e disse: "Vamos trabalhar muito para que tragédia igual a essa não aconteça mais no Brasil".
O jornal diário britânico The Sun dedicou a primeira página de sua seção de "Notícias do Mundo" ao ocorrido, resumindo a investigação do caso e emitindo um aviso de sensibilidade no topo do artigo. Os tabloides britânicos Daily Mail e Daily Mirror também noticiaram o ocorrido.

### Uso político-religioso do caso
Algumas figuras públicas brasileiras, pastores evangélicos, jornalistas e políticos da base do Governo Jair Bolsonaro criticaram a cobertura da mídia brasileira sobre o ocorrido. O presidente Jair Bolsonaro relacionou o crime à "ideologização de gênero", assim como fez seu filho, o deputado Eduardo Bolsonaro, que publicou um vídeo onde também critica a "ideologia de gênero" e a suposta falta de cobertura da mídia sobre o caso. As deputadas federais Carla Zambelli (PSL-SP) e Bia Kicis (PSL-DF) apresentaram, em conjunto com Eduardo Bolsonaro, um projeto na Câmara dos Deputados com o objetivo de aumentar para 50 anos o tempo máximo de pena para criminosos. O texto leva o nome de "Menino Rhuan" e a pena também é prevista para mortes causadas supostamente pela chamada "ideologia de gênero".
Alguns religiosos protestantes também dirigiram críticas a cobertura da imprensa. O pastor pentecostal Silas Malafaia criticou a mídia brasileira por "não dar destaque à barbaridade que essa dupla de monstros cometeram" e disse que "duas lésbicas cometeram um assassinato brutal contra um garoto" por conta da "ideologia de gênero". O pastor evangélico e ex-senador Magno Malta também considerou o ato como "um crime de ideologia de gênero".
O jornalista Paulo Briguet, da Folha de Londrina, alegou que houve "silêncio" da mídia para sobre o assassinato e associou isto com a "simpatia" de jornais com o que também chamou de "ideologia de gênero". O cantor Buchecha, por sua vez, questionou nas redes sociais a falta de posicionamento de organizações LGBT sobre caso, alegando que havia "indignação seletiva" quanto a morte do garoto.
O pretenso uso jurídico do termo "ideologia de gênero" foi criticado por especialistas da área. Rogério Sanches Cunha, promotor de Justiça de São Paulo, questionou o uso do termo quanto a sua adoção em lei. "Eu pergunto: o que significa ideologia de gênero? Esse é um conceito certo? É um conceito determinado? O Direito Penal só pode trabalhar em cima de princípios da taxatividade ou da determinação. Nós não podemos ficar com expressões vagas, ambíguas, genéricas, porque elas acabam sendo um campo fértil para abusos, para autoritarismo", concluiu Cunha. Ariel de Castro Alves, advogado especialista em direitos da criança e do adolescente e conselheiro do Conselho Estadual de Direitos Humanos (Condepe), classificou a iniciativa de tentar incluir a "ideologia de gênero" no código penal como "oportunismo e demagogia". "Essa proposta é oportunismo e demagogia de quem só quer aparecer e tentar ganhar holofotes. Principalmente para marcar posição para os seguidores deles, que estão dizendo que o menino foi vítima da ideologia de gênero. Mas sobre as 32 crianças e adolescentes assassinados todos os dias (dados do Unicef), principalmente por héteros, inclusive por casais, outros por traficantes, e também por policiais, principalmente militares, eu não vi esse posicionamento. Querem fazer marketing e pirotecnia com a morte da criança", disse Alves.
O El País também afirmou que a polarização política no Brasil contribuiu para a disputa de narrativas em torno do caso, que foi associado à "ideologia de gênero" por vários políticos de direita. O assassinato do menino ganhou ampla repercussão nas redes sociais e passou a ser usado para criticar políticas de diversidade de gênero. De acordo com o sociólogo Ignácio Cano, professor da Universidade Estadual do Rio de Janeiro (UERJ), "o que é prejudicial não é repercutir um caso como este, mas usá-lo como centro do debate sobre as políticas públicas". "Não dá pra planejar uma política efetiva com base em casos individuais. Isso evidencia muito mais essa disputa pela narrativa ideológica do que gera impacto sobre alguma política pública", conclui.
O jornal Folha de S. Paulo classificou as críticas dirigidas a imprensa no caso Rhuan como "um coliseu ideológico insustentável" e resumiu a controvérsia como algo vindo da "direita bolsonarista". Sobre a repercussão mais tímida do caso na grande mídia, argumentou que o crime se deu em um final de semana, quando as equipes jornalísticas estão reduzidas, e numa região distante dos polos jornalísticos, na periferia do Distrito Federal, o que obrigaria um maior deslocamento de profissionais para buscar as informações, comparando-o com os casos ocorridos em metrópoles, como o Caso Isabella Nardoni ou o Caso Richthofen. O fato da mãe ser do Acre também dificultou a apuração de informações por veículos de imprensa de outros estados. O artigo também citava o clima de polarização política atual como outra razão para a repercussão inicialmente pequena entre as equipes alocadas em Brasília. Além disso, o texto também cita o fato de que ambas as mulheres foram presas e confessaram o assassinato logo após o cometimento do crime, o que dispensou uma ampla cobertura de um processo judicial, como acontece quando os acusados se declaram inocentes.

### Notícias falsas
Em 16 de junho, o G1 e o jornal O Estado de S. Paulo emitiram notas desmentindo os boatos que repercutiram nas redes sociais de que as acusadas haviam sido absolvidas. O Estadão desmentiu o boato através da sua plataforma Estadão Verifica, no entanto não publicou nenhuma outra notícia relacionada ao caso.
Em 27 de junho, o blog Aazios colocou em manchete: "Mãe admite que matou filho de nove anos pois ele queria se tornar uma garota"; o site também incluiu a notícia em sua seção de homicídios contra a comunidade LGBT. Após citar o pai da criança, o artigo também afirmou que Rhuan teria sido "aparentemente" o "resultado de um estupro", informação que foi rebatida pela falta de coerência com as circunstâncias do caso e contestada por especialistas. O artigo foi parcialmente copiado de um semelhante publicado inicialmente pelo Daily Mirror, outro influente tabloide britânico que reportou o caso; na publicação original constam as mesmas informações contestadas contidas no blog Aazios, com algumas informações adicionais sobre o caso. Diferente dos concorrentes The Sun e Daily Mail, o Daily Mirror manteve sua manchete com a palavra "acusada" em referência a assassina, apesar de Rosana já ter confessado o crime semanas antes das notícias alcançarem o exterior.